# Альнілам
Альніла́м (Епсілон Оріона, ε Ori) — великий блакитний надгігант, віддалений від Землі приблизно на 1 340 св. років, розташований у сузір'ї Оріона. Його світність оцінюється у 832 000 світностей Сонця, а маса — бл. 64,5 маси Сонця.

## Опис і спостереження

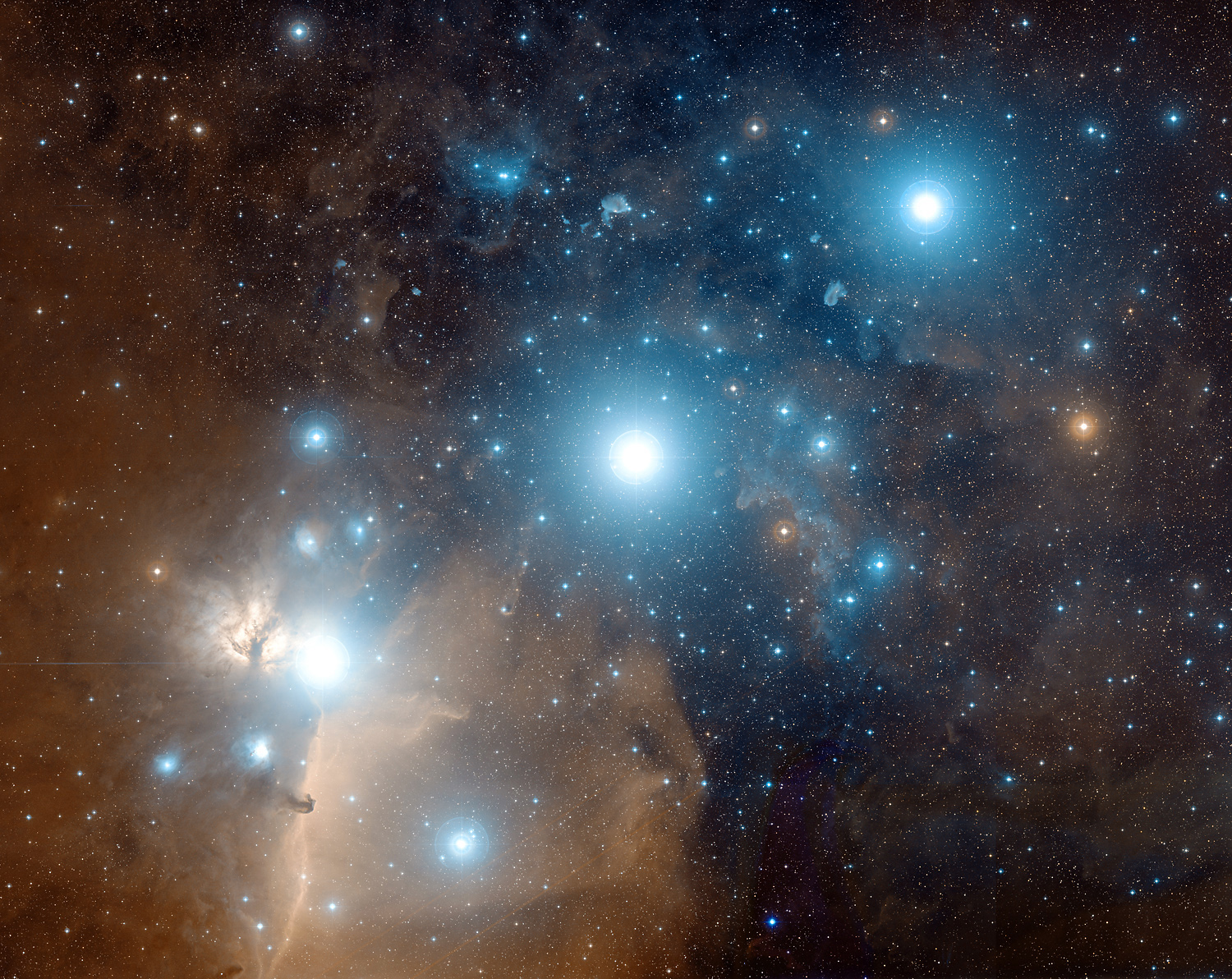
Альнілам розташований посередині Пояса Оріона і є його найяскравішою зорею.

Альнілам — блакитний надгігант, 30-та за яскравістю зоря на небі (4-та за яскравістю в сузір'ї Оріона). Разом з зорями Мінтака й Альнітак Альнілам утворює Пояс Оріона, відомий під різними іменами в багатьох стародавніх культурах. Альнілам є середньою зорею пояса. Сягає найвищої точки в небі опівночі 15 грудня.
Альнілам разом з іншими зорями пояса Оріона входить у розсіяне скупчення Collinder 70, якщо відстань до нього складає 412 парсек, або розташований за ним, якщо відстань складає 606 парсек.
Зоря є змінною типу α Лебедя, з амплітудою зміни яскравості від +1,64 до +1,74 видимої зоряної величини. Від 1943 року спектр цієї зорі слугує як одна зі стабільних якірних точок для класифікації інших зір. Альнілам є також однією з 58 зір, які використовуються у астрономічній навігації. Завдяки її відносно простому спектру зорю використовують для вивчення міжзоряного середовища.
З урахуванням маси й віку зорі, протягом наступного мільйона років Альнілам, імовірно, перетвориться на червоного надгіганта, а потім вибухне надновою. Зоря оточена молекулярною хмарою NGC 1990, яку вона підсвічує, утворюючи відбивну туманність. Її зоряний вітер може сягати швидкості 2000 км/с, тобто зоря втрачає масу у 20 мільйонів разів швидше, ніж Сонце.

## Характеристики
Щодо характеристик Альнілама єдиної думки немає. Кроутер і колеги на основі моделювання зоряного вітру й атмосфери зорі 2006 року отримали світність у 275 000 світностей Сонця (L☉), ефективну температуру 27 000 K і радіус у 24 радіуси Сонця (R☉). Сірл і колеги, використовуючи код CMFGEN для аналізу спектру зорі 2008 року, вирахували світність на рівні 537 000 L☉, ефективну температуру 27 500 ± 100 K і радіус 32,4 ± 0,75 R☉. Аналіз спектру й віку зір-членів зоряної асоціації Orion OB1 дає масу в 34,6 маси Сонця (40,8 M☉ на час перебування на головній послідовності) і вік у 5,7 мільйони років.
Новіший детальний аналіз Альнілама на різних довжинах хвиль дає дуже високу світність, радіус і масу, якщо використовувати менше значення відстані до зорі у 606 парсек, на яке вказав Гіппаркоса; наприклад, за такої відстані яскравість визначена на рівні 863 000 L☉, найбільша коли-небудь розрахована для зорі. Якщо ж використати більший паралакс з початкового значення, яке дав Гіппаркос, відстань до зорі обраховується на рівні 412 парсек, що, відповідно, дає фізичні параметри, більш узгоджені з ранішими публікаціями.

## Інші назви та історія
ε Orionis —позначення Баєра, 46 Orionis —Фламстіда.
Традиційна назва Альнілам походить з араб. النظام, трансліт. al-niẓām, дос. «низка (перлів)». Споріднені написання — Альніган і Альнітам; усі три назви, очевидно, є наслідками помилок при транслітерації або копіюванні, перша з яких виникла, ймовірно, через змішання з араб. النيلم, трансліт. al-nilam, дос. «сапфір». 

### Пояс Оріона

ОріонАльнілам є середньою з трьох зір пояса.

Три зорі Пояса Оріона разом були разом відомі під багатьма іменами протягом історії людства у різних культурах. Арабські назви включають Аль Ніджад ('Пояс'), Аль Насак ('Лінія'), Аль Алькат ('Золоті Зерна (чи Горіхи)') та у сучасній арабській — Аль Мізан аль Хакк ('Точний промінь вагів').
У китайській міфології вони також були відомі як «Зважуючий промінь». Також у Китаї Пояс був відомий як дім Трьох Сестер (спрощ.: 参宿; кит. трад.: 參宿; піньїнь: Shēn Xiù), один з 28 домів китайських сузір'їв. Це один з західних домів Білого Тигра.
У дохристиянській Скандинавії, Пояс був відомий як куделя (вертикальна частина прядки) Фріґґ або куделя Фрейї. Схожими за змістом середньовічними європейськими назвами, походженням з Біблії, були Посох Якова та Посох Петра, а також Три Маги чи Три Королі. У фінській міфології Пояс відомий як коса Вяйнямьойнена (Калевала) та Калеванський меч.
Народ Сері з північно-західної Мексики називає Пояс Hapj (слово на позначення мисливця), який складається з трьох зір: Hap (муловий олень), Haamoja (вилоріг), and Mojet (товсторіг). Hap розташований посередині та застрелений мисливцем, його кров накрапала на острів Тібурон.